# Elassoma zonatum
Elassoma zonatum är en fiskart som beskrevs av Jordan, 1877. Elassoma zonatum ingår i släktet Elassoma och familjen Elassomatidae. Inga underarter finns listade i Catalogue of Life.